# Missions japonaises dans la Corée des Joseon
Les missions japonaises dans la Corée des Joseon permettent d'examiner et d'évaluer les relations entre la Corée et le Japon au cours du XVe siècle. Les échanges bilatéraux sont intermittents.
Le caractère unique de ces échanges diplomatiques bilatéraux évolue à partir d'un cadre conceptuel élaboré par les Chinois. Peu à peu, le modèle théorique se modifie. Ce changement de modèle reflète l'évolution d'une relation unique entre deux États voisins.

## Missions du shogunat Muromachi aux Joseon
La relation du bakufu Muromachi avec la cour des Joseon comprend des contacts informels et des ambassades officielles. La diplomatie Muromachi comporte également des contacts plus fréquents et moins formelle impliquant les daimyo (seigneurs féodaux) japonais de l'île Tsushima. Les contacts commerciaux entre les commerçants de la région sont, eux, fréquents et variés.
| Année | Commanditaire       |   | Monarque Joseon | Remarques |
| ----- | ------------------- | - | --------------- | --------- |
| 1403  | Ashikaga Yoshimochi | – | Taejo           | .         |
| 1404  | Ashikaga Yoshimitsu |   | Taejong         | .         |
| 1432  | Ashikaga Yoshinori  |   | Sejong          | .         |
| 1456  | Ashikaga Yoshimasa  |   | Sejo            | .         |
| 1474  | Ashikaga Yoshihisa  |   | Seongjong       | .         |
| 1499  | Ashikaga Yoshizumi  |   | Yeonsangun      | .         |

- 1403 : Une mission diplomatique japonaise envoyée par le shogun Ashikaga Yoshimochi est reçue à Séoul ; cela met en mouvement les prémices d'un processus de prise de décision relatif à l'envoi en réponse d'une mission à Kyoto[10],[11],[12].

- 1404 ; L'ancien shogun Ashikaga Yoshimitsu fait parvenir au roi de Joseon une lettre dans laquelle il s'identifie lui-même comme « roi du Japon ». Les salutations reconnaissent le monarque Joseon comme le pair à part entière de l'expéditeur[5].
- 1422 ; Nihonkoku Minamoto Yoshimochi envoie au roi Joseon une lettre le  29 Ōei, comme est compté le temps selon le système calendaire japonais[13].
- 1423 ; Nihonkoku Dosen envoie au roi Joseon une lettre le 30 Ōei[13].
- 1424 ; Nihonkoku Dosen envoie au roi Joseon une lettre le 31 Ōei[13].
- 1428 ; Nihonkoku Dosen envoie au roi Joseon une lettre le 35 Ōei[13].
- 1432 ; Le shogun Ashikaga Yoshinori envoie un ambassadeur à la cour Joseon[6].
- 1440 ; Nihonkoku Minamoto Yoshinori envoie au roi Joseon une lettre le 3 Ryakuō , date qui correspond à l'ère japonaise à ce moment[13].
- 1447 ; Nihonkoku ō Minamoto Yoshinari envoie au roi Joseon une lettre le 3 Jōwa, date qui correspond à l'ère japonaise à ce moment[13].
- 1456 ; Le shogun Ashikaga Yoshimasa fait envoyer une lettre au roid e la dynastie Joseon[7].
- 1474 ; Le shogun Ashikaga Yoshihisa envoie un ambassadeur en Chine. celui-ci s'arrête à la cour Joseon à Séoul. La mission de l'ambassadeur est d'aller chercher un sceau officiel de la cour impériale de Chine[8].
- 1499 ; Le shogun Ashikaga Yoshizumi shogun dépêche un émissaire à la cour de Joseon afin de demander des plaques d'impression pour un texte important texte bouddhiste et bien qu'il ne soit pas agréé à cette requête spécifique, la cour de Joseon accepte d'offrir des copies imprimées[9].

## Missions du shogunat Tokugawa auprès du royaume de Joseon
Durant la période Edo de l'histoire du Japon, les missions diplomatiques sont interprétées au bénéfice du Japon pour légitimer la propagande et comme un élément clé dans l'émergence de la manifestation de la vision idéale du Japon d'un ordre international ayant Edo pour centre.

## Adaptation de la diplomatie Japon - Joseon
Les relations bilatérales Japon - Joseon sont affectées par le nombre croissant de contacts internationaux qui exigent une adaptation et un nouveau type de diplomatie. Le traité nippo-coréen de 1876 ouvre le début d'une nouvelle phase des relations bilatérales.

## Source de la traduction
- (en) Cet article est partiellement ou en totalité issu de l’article de Wikipédia en anglais intitulé « Japanese missions to Joseon » (voir la liste des auteurs).